# 和歌山県立きのくに青雲高等学校
和歌山県立きのくに青雲高等学校（わかやまけんりつ きのくにせいうんこうとうがっこう、Wakayama prefectural Kinokuniseiun high school）は、和歌山県和歌山市吹上5丁目にある公立（県立）の高等学校。定時制課程と通信制課程を有する。

## 概要

### 生徒数

#### 定時制課程
- 合計 - 319人
  - 1年生 - 101人
    - 普通科 - 95人
      - 昼間部 - 80人
      - 夜間部 - 15人

    - 情報会計科 - 6人

  - 2年生 - 79人
    - 普通科 - 68人
      - 昼間部 - 60人
      - 夜間部 - 8人

    - 情報会計科 - 11人

  - 3年生 - 85人
    - 普通科 - 75人
      - 昼間部 - 62人
      - 夜間部 - 13人

    - 情報会計科 - 10人

  - 4年生 - 54人
    - 普通科 - 48人
      - 昼間部 - 40人
      - 夜間部 - 8人

    - 情報会計科 - 6人

2018年（平成30年）4月現在

#### 通信制課程
- 普通科 - 959人

2018年（平成30年）4月現在

### 学科
- 定時制課程
  - 昼間部 
    - 普通科

  - 夜間部
    - 普通科
    - 情報会計科
- 通信制課程
  - 普通科

## 沿革
- 2012年（平成24年）4月1日 - 和歌山県立青陵高等学校と和歌山県立陵雲高等学校が統合し、開校。

## 部活動

### 定時制課程

#### 体育クラブ
- バスケットボール
- ソフトテニス
- バドミントン
- 卓球
- 陸上競技

### 文化クラブ
- パソコン部
- 文芸部
- オセロ・囲碁・将棋部
- 音楽部
- 美術部
- 書道部
- 図書部
- 漫画研究会
- イラスト同好会
- 演劇同好会

### 通信制課程
- テニス
- バドミントン
- 卓球
- バスケットボール
- 社研・文化
- 書道
- 家庭
- 演劇
- 和太鼓